# Serie A 1963-1964 (pallavolo femminile)
La Serie A femminile FIPAV 1963-64 fu la 19ª edizione del principale torneo pallavolistico italiano femminile organizzato dalla FIPAV.

## Regolamento e avvenimenti
Il titolo fu conquistato dalla Sestese Sesto Fiorentino. La VBC Alessandria fu esclusa dal campionato per aver rinunciato a disputare le due gare contro l'Agi Gorizia; vennero considerate valide le sole gare giocate nel corso del girone d'andata.

## Classifica
| Pos. | Squadra                  | Pt | G  | V  | P  | SV | SP |
| ---- | ------------------------ | -- | -- | -- | -- | -- | -- |
| 1.   | Sestese Sesto Fiorentino | 22 | 13 | 11 | 2  | 36 | 11 |
| 2.   | Muratori Vignola         | 20 | 13 | 10 | 3  | 33 | 17 |
| 3.   | Minelli Modena           | 16 | 13 | 8  | 5  | 31 | 20 |
| 4.   | Cabassi Modena           | 16 | 13 | 8  | 5  | 31 | 21 |
| 5.   | Agi Gorizia              | 12 | 13 | 6  | 7  | 23 | 24 |
| 6.   | Max Mara Reggio Emilia   | 10 | 13 | 5  | 8  | 20 | 28 |
| 7.   | Verri Milano             | 2  | 13 | 1  | 12 | 4  | 37 |
| 8.   | VBC Alessandria          | 0  | 7  | 0  | 7  | 2  | 21 |

| Campione d'Italia | Retrocesse in Serie B |

## Risultati

### Tabellone
|                  | Alessandria | Gorizia | Milano | Modena Cabassi | Modena Minelli | Reggio Emilia | Sesto Fiorentino | Vignola |
| ---------------- | ----------- | ------- | ------ | -------------- | -------------- | ------------- | ---------------- | ------- |
| Alessandria      | XXX         | 0-3     | 0-3    | –              | 0-3            | 0-3           | –                | 1-3     |
| Gorizia          | –           | XXX     | 3-0    | 3-1            | 3-1            | 3-1           | 2-3              | 1-3     |
| Milano           | 3-1         | 0-3     | XXX    | 0-3            | 0-3            | 0-3           | 0-3              | 1-3     |
| Modena Cabassi   | 3-0         | 3-0     | 3-0    | XXX            | 2-3            | 3-0           | 3-2              | 2-3     |
| Modena Minelli   | 3-0         | 3-0     | 3-0    | 3-2            | XXX            | 3-0           | 2-3              | 3-1     |
| Reggio Emilia    | 3-0         | 3-2     | 3-0    | 2-3            | 3-2            | XXX           | 0-3              | 1-3     |
| Sesto Fiorentino | 3-0         | 3-0     | 3-0    | 3-0            | 3-1            | 3-0           | XXX              | 3-0     |
| Vignola          | 3-0         | 3-0     | 3-0    | 2-3            | 3-1            | 3-1           | 3-1              | XXX     |

## Fonti
- Filippo Grassia e Claudio Palmigiano (a cura di). Almanacco illustrato del volley 1987. Modena, Panini, 1986.